# Lars Mytting
Lars Mytting (ur. 1 marca 1968 w  Fåvang) – norweski pisarz i dziennikarz. 
Mytting pracował jako redaktor i dziennikarz w Dagningen, Aftenposten, Arbeiderbladet i Beat. W 2014 roku otrzymał Nagrodę Norweskich Księgarzy za powieść Płyń z tonącymi (norw. Svøm med dem som drukner). W 2022 roku został wyróżniony Nagrodą Doblouga.

## Twórczość
- Hestekrefter. Gyldendal, 2006. ISBN 82-05-34627-5. Brak numerów stron w książce
- Vårofferet. Gyldendal, 2010. ISBN 978-82-05-38724-9. Brak numerów stron w książce
- Hel ved. Kagge Forlag, 2011. ISBN 978-82-489-1049-7. Brak numerów stron w książce Wyd. pol.: Porąb i spal
- Svøm med dem som drukner. Gyldendal, 2014. ISBN 978-82-054-2199-8. Brak numerów stron w książce Wyd. pol.: Płyń z tonącymi
- Søsterklokkene. 2018. ISBN 978-82-05-51400-3. Brak numerów stron w książce
- Hekneveven. 2020. ISBN 978-82-05-53904-4. Brak numerów stron w książce